# Wołodymyr Zastawny
Wołodymyr Andrijowycz Zastawny, ukr. Володимир Андрійович Заставний (ur. 2 września 1990 we Lwowie) – ukraiński piłkarz, grający na pozycji obrońcy.

## Kariera piłkarska

### Kariera klubowa
Wychowanek szkół piłkarskich Ruch Winniki oraz Skała Morszyn, barwy których bronił w juniorskich mistrzostwach Ukrainy (DJuFL). W 2009 rozpoczął karierę piłkarską w amatorskim zespole Enerhija Lwów. Latem 2010 został piłkarzem Zakarpattia Użhorod. Rozegrał 3 mecze i pół roku opuścił zakarpacki klub. Latem 2011 zasilił skład FK Lwów. Podczas przerwy zimowej sezonu 2011/12 wyjechał do Mołdawii, gdzie został piłkarzem Zimbru Kiszyniów. W lutym 2014 przeniósł się do Dacii Kiszyniów. 30 czerwca 2017 wrócił do rodzimego klubu Ruch Winniki.

## Sukcesy

### Sukcesy klubowe
- wicemistrz Mołdawii: 2016, 2017
- brązowy medalista Mistrzostw Mołdawii: 2012